# Gran Premio d'Australia 1991
Il Gran Premio d'Australia 1991 è stato un Gran Premio di Formula 1 disputato il 3 novembre 1991 sul circuito cittadino di Adelaide. La gara è stata interrotta dopo soli sedici giri sugli ottantuno previsti per via di avverse condizioni meteo; la classifica finale è stata stilata in base all'ordine dei piloti al termine della 14ª tornata. È stata l'ultima gara per il tre volte campione del mondo Nelson Piquet e per il giapponese Satoru Nakajima.
La gara è stata vinta da Ayrton Senna, su McLaren-Honda, davanti a Mansell su Williams-Renault e al compagno di squadra Berger; il pilota inglese non partecipa però alla cerimonia del podio dopo che ferisce in un incidente nelle ultime fasi della corsa. Essendo stato percorso meno del 75% della distanza originariamente prevista, i piloti e le scuderie hanno ricevuto solo metà del punteggio. Questo evento ha inoltre detenuto per trent'anni il record della gara più breve nella Storia della Formula 1, fino al Gran Premio del Belgio 2021.

## Vigilia
- La Ferrari licenzia Alain Prost, in quanto alcune affermazioni del francese, molto critiche nei confronti della squadra, sono considerate lesive dell'immagine della Ferrari[2]. Prost è sostituito dal collaudatore Gianni Morbidelli che è anche pilota della Minardi.
- Roberto Moreno sostituisce Morbidelli alla Minardi
- La Benetton non rinnova il contratto a Nelson Piquet; questo Gran Premio è quindi l'ultimo nella carriera del tre volte Campione del Mondo.
- Bertrand Gachot torna a correre in Formula 1, sostituendo il pilota della Larrousse Éric Bernard, infortunatosi nella precedente gara in Giappone.

## Prove e qualifiche
Sia le prove che le qualifiche si svolgono con pista asciutta e sole. Nelle prequalifiche rimangono esclusi Tarquini e Hattori; il primo è rallentato dalla rottura della sospensione posteriore destra, che limita le prestazioni della vettura in pista, mentre il secondo fallisce nell'impresa di prequalificare la sua Coloni, cosa mai riuscita al piccolo team italiano in tutta la stagione 1991. Per Hattori si tratta dell'ultima apparizione in Formula 1.
Nella sessione principale di qualifica Suzuki ha un violento incidente alla prima curva; il tempo perso per le riparazioni contribuisce alla sua mancata qualifica. Anche il nuovo compagno di squadra del giapponese, Gachot, non si qualifica per il Gran Premio. Non si qualificano neanche van de Poele e Brundle.
Nelle prime posizioni, la McLaren conquista l'intera prima fila, con Senna in pole position davanti al compagno di squadra Berger; i piloti di Williams e Benetton si dividono rispettivamente seconda e terza fila, con Mansell terzo davanti a Patrese e Piquet quinto davanti a Schumacher.

### Classifica
| Pos                        | No | Pilota             | Costruttore               | Tempo    | Distacco |
| -------------------------- | -- | ------------------ | ------------------------- | -------- | -------- |
| 1                          | 1  | Ayrton Senna       | McLaren - Honda           | 1:14.041 |          |
| 2                          | 2  | Gerhard Berger     | McLaren - Honda           | 1:14.385 | +0.344   |
| 3                          | 5  | Nigel Mansell      | Williams - Renault        | 1:14.822 | +0.781   |
| 4                          | 6  | Riccardo Patrese   | Williams - Renault        | 1:15.057 | +1.016   |
| 5                          | 20 | Nelson Piquet      | Benetton - Ford           | 1:15.291 | +1.250   |
| 6                          | 19 | Michael Schumacher | Benetton - Ford           | 1:15.508 | +1.467   |
| 7                          | 28 | Jean Alesi         | Ferrari                   | 1:15.545 | +1.504   |
| 8                          | 27 | Gianni Morbidelli  | Ferrari                   | 1:16.203 | +2.162   |
| 9                          | 4  | Stefano Modena     | Tyrrell - Honda           | 1:16.253 | +2.212   |
| 10                         | 23 | Pierluigi Martini  | Minardi - Ferrari         | 1:16.359 | +2.318   |
| 11                         | 22 | Jyrki Järvilehto   | Scuderia Italia - Judd    | 1:16.871 | +2.830   |
| 12                         | 33 | Andrea De Cesaris  | Jordan - Ford             | 1:17.050 | +3.009   |
| 13                         | 21 | Emanuele Pirro     | Scuderia Italia - Judd    | 1:17.342 | +3.301   |
| 14                         | 15 | Maurício Gugelmin  | Leyton House - Ilmor      | 1:17.344 | +3.303   |
| 15                         | 9  | Michele Alboreto   | Footwork - Ford           | 1:17.355 | +3.314   |
| 16                         | 32 | Alessandro Zanardi | Jordan - Ford             | 1:17.362 | +3.321   |
| 17                         | 8  | Mark Blundell      | Brabham - Yamaha          | 1:17.365 | +3.324   |
| 18                         | 24 | Roberto Moreno     | Minardi - Ferrari         | 1:17.639 | +3.598   |
| 19                         | 34 | Nicola Larini      | Modena Team - Lamborghini | 1:17.936 | +3.895   |
| 20                         | 25 | Thierry Boutsen    | Ligier - Lamborghini      | 1:17.969 | +3.958   |
| 21                         | 12 | Johnny Herbert     | Lotus - Judd              | 1:18.091 | +4.050   |
| 22                         | 26 | Érik Comas         | Ligier - Lamborghini      | 1:18.112 | +4.071   |
| 23                         | 10 | Alex Caffi         | Footwork - Ford           | 1:18.157 | +4.116   |
| 24                         | 3  | Satoru Nakajima    | Tyrrell - Honda           | 1:18.216 | +4.175   |
| 25                         | 11 | Mika Häkkinen      | Lotus - Judd              | 1:18.271 | +4.230   |
| 26                         | 16 | Karl Wendlinger    | Leyton House - Ilmor      | 1:18.282 | +4.241   |
| Vetture non qualificate    |    |                    |                           |          |          |
| NQ                         | 30 | Aguri Suzuki       | Larrousse - Ford          | 1:18.393 | +4.352   |
| NQ                         | 7  | Martin Brundle     | Brabham - Yamaha          | 1:18.855 | +4.814   |
| NQ                         | 35 | Eric van de Poele  | Modena Team - Lamborghini | 1:19.000 | +4.959   |
| NQ                         | 29 | Bertrand Gachot    | Larrousse - Ford          | 1:19.274 | +5.233   |
| Vetture non prequalificate |    |                    |                           |          |          |
| NPQ                        | 14 | Gabriele Tarquini  | Fondmetal - Ford          | 1:18.184 | +4.143   |
| NPQ                        | 31 | Naoki Hattori      | Coloni - Ford             | 1:22.852 | +8.811   |

## Gara
La gara parte sotto una pioggia torrenziale, ma il via si svolge senza incidenti; Senna mantiene la testa della corsa, davanti a Berger e Mansell, mentre Patrese perde due posizioni. Al terzo giro Berger esce di pista, cedendo la posizione a Mansell; l'inglese recupera rapidamente su Senna, ma non riesce a superarlo, in parte a causa delle bandiere gialle esposte per i diversi incidenti. Al sesto giro, ad esempio, Mansell tenta di attaccare il rivale sul rettilineo Brabham, ma deve rinunciare per via delle bandiere gialle esposte per segnalare la presenza delle vetture incidentate di Larini e Alesi, usciti di pista a poca distanza l'uno dall'altro.
La pioggia aumenta ancora di intensità e al 10º passaggio la Minardi di Martini va in acquaplaning sul rettilineo Brabham; la vettura dell'italiano attraversa tutta la pista prima di uscire dalla traiettoria.
Nel frattempo, Patrese ha difficoltà nel controllare la propria vettura, sotto la quale si è infilato l'alettone anteriore di un'altra vettura; l'italiano riesce però a rimanere in pista, mentre il suo compagno di squadra Mansell va a sbattere contro le barriere nel rettilineo di Wakefield Road, nel corso del 16º passaggio ed uscendo zoppicante dalla sua monoposto. Anche Alboreto esce di strada nel corso del 15º giro, così come Modena, che rimane però in gara. Al termine della 16ª tornata anche Berger, che riesce appena a rientrare sul tracciato dopo un'uscita di pista alla curva Malthouse, finisce nella via di fuga. Passando sul traguardo, Senna rivolge delle evidenti sbracciate ai commissari di gara, chiedendo la sospensione della corsa. Pochi istanti più tardi, mentre il brasiliano sta percorrendo il 17º passaggio, la gara viene interrotta; alla fine del giro precedente, Senna è in testa davanti a Piquet, Morbidelli, De Cesaris, Zanardi e Modena.
Nonostante le regole in vigore nel 1991 impongano di stilare la classifica finale in base a quella del giro precedente l'interruzione della gara, i commissari di gara decidono di tornare indietro al 14º giro; un avvenimento simile si verificherà nel controverso Gran Premio del Brasile 2003, il cui ordine d'arrivo sarà determinato dal sistema di cronometraggio un giro prima del dovuto.
Inizialmente si pensa di far ripartire la gara, tanto che i commissari mostrano il segnale di dieci minuti dal via; tuttavia, dopo veementi proteste da parte di Senna e Patrese presso gli stessi commissari, la gara viene sospesa definitivamente. Senna è quindi dichiarato vincitore davanti a Mansell (assente sul podio per infortunio), Berger, Piquet, Patrese e Morbidelli; in parco chiuso commenterà: "Questa non è stata una corsa. Bisogna solo pensare a stare in pista e non è proprio il caso di spingere".
Questo gran premio rimarrà per trent'anni il più corto della Storia della Formula 1, sia per lunghezza che per durata, fino al controverso Gran Premio del Belgio 2021. Questo gran premio rappresenta ultima gara per Nelson Piquet, Alex Caffi, Emanuele Pirro, Satoru Nakajima, Naoki Hattori e per i team la Coloni e la Leyton House, che la stagione seguente ritornò a chiamarsi March, e per le gomme Pirelli prima di tornare in formula 1 20 anni dopo nel 2011.

### Classifica
| Pos      | No | Pilota             | Costruttore               | Giri | Tempo/Ritiro | Partenza | Punti |
| -------- | -- | ------------------ | ------------------------- | ---- | ------------ | -------- | ----- |
| 1        | 1  | Ayrton Senna       | McLaren - Honda           | 14   | 24:34.899    | 1        | 5     |
| 2        | 5  | Nigel Mansell      | Williams - Renault        | 14   | + 1.259      | 3        | 3     |
| 3        | 2  | Gerhard Berger     | McLaren - Honda           | 14   | + 5.120      | 2        | 2     |
| 4        | 20 | Nelson Piquet      | Benetton - Ford           | 14   | + 30.103     | 5        | 1,5   |
| 5        | 6  | Riccardo Patrese   | Williams - Renault        | 14   | + 50.537     | 4        | 1     |
| 6        | 27 | Gianni Morbidelli  | Ferrari                   | 14   | + 51.069     | 8        | 0,5   |
| 7        | 21 | Emanuele Pirro     | Scuderia Italia - Judd    | 14   | + 52.361     | 13       |       |
| 8        | 33 | Andrea De Cesaris  | Jordan - Ford             | 14   | + 1:00.431   | 12       |       |
| 9        | 32 | Alessandro Zanardi | Jordan - Ford             | 14   | + 1:15.567   | 16       |       |
| 10       | 4  | Stefano Modena     | Tyrrell - Honda           | 14   | + 1:20.370   | 9        |       |
| 11       | 12 | Johnny Herbert     | Lotus - Judd              | 14   | + 1:22.073   | 21       |       |
| 12       | 22 | Jyrki Järvilehto   | Scuderia Italia - Judd    | 14   | + 1:38.519   | 11       |       |
| 13       | 9  | Michele Alboreto   | Footwork - Ford           | 14   | + 1:39.303   | 15       |       |
| 14       | 15 | Maurício Gugelmin  | Leyton House - Ilmor      | 13   | + 1 giro     | 14       |       |
| 15       | 10 | Alex Caffi         | Footwork - Ford           | 13   | + 1 giro     | 23       |       |
| 16       | 24 | Roberto Moreno     | Minardi - Ferrari         | 13   | + 1 giro     | 18       |       |
| 17       | 8  | Mark Blundell      | Brabham - Yamaha          | 13   | + 1 giro     | 17       |       |
| 18       | 26 | Érik Comas         | Ligier - Lamborghini      | 13   | + 1 giro     | 22       |       |
| 19       | 11 | Mika Häkkinen      | Lotus - Judd              | 13   | + 2 giri     | 25       |       |
| 20       | 16 | Karl Wendlinger    | Leyton House - Ilmor      | 12   | + 2 giri     | 26       |       |
| Ritirato | 23 | Pierluigi Martini  | Minardi - Ferrari         | 8    | Incidente    | 10       |       |
| Ritirato | 19 | Michael Schumacher | Benetton - Ford           | 5    | Incidente    | 6        |       |
| Ritirato | 28 | Jean Alesi         | Ferrari                   | 5    | Incidente    | 7        |       |
| Ritirato | 34 | Nicola Larini      | Modena Team - Lamborghini | 5    | Incidente    | 19       |       |
| Ritirato | 25 | Thierry Boutsen    | Ligier - Lamborghini      | 5    | Incidente    | 20       |       |
| Ritirato | 3  | Satoru Nakajima    | Tyrrell - Honda           | 4    | Testacoda    | 24       |       |
| NQ       | 30 | Aguri Suzuki       | Larrousse - Ford          |      |              |          |       |
| NQ       | 7  | Martin Brundle     | Brabham - Yamaha          |      |              |          |       |
| NQ       | 35 | Eric van de Poele  | Modena Team - Lamborghini |      |              |          |       |
| NQ       | 29 | Bertrand Gachot    | Larrousse - Ford          |      |              |          |       |
| NPQ      | 14 | Gabriele Tarquini  | Fondmetal - Ford          |      |              |          |       |
| NPQ      | 31 | Naoki Hattori      | Coloni - Ford             |      |              |          |       |

- - Ordine d'arrivo dopo quattordici giri di gara; i piloti ne completano 16 in tutto.

## Classifiche

### Piloti
| Pos. | Pilota             | Punti |
| ---- | ------------------ | ----- |
| 1    | Ayrton Senna       | 96    |
| 2    | Nigel Mansell      | 72    |
| 3    | Riccardo Patrese   | 53    |
| 4    | Gerhard Berger     | 43    |
| 5    | Alain Prost        | 34    |
| 6    | Nelson Piquet      | 26,5  |
| 7    | Jean Alesi         | 21    |
| 8    | Stefano Modena     | 10    |
| 9    | Andrea De Cesaris  | 9     |
| 10   | Roberto Moreno     | 8     |
| 11   | Pierluigi Martini  | 6     |
| 12   | Jyrki Järvilehto   | 4     |
| 13   | Bertrand Gachot    | 4     |
| 14   | Michael Schumacher | 4     |
| 15   | Satoru Nakajima    | 2     |
| 16   | Mika Häkkinen      | 2     |
| 17   | Martin Brundle     | 2     |
| 18   | Aguri Suzuki       | 1     |
| 19   | Julian Bailey      | 1     |
| 20   | Emanuele Pirro     | 1     |
| 21   | Éric Bernard       | 1     |
| 22   | Ivan Capelli       | 1     |
| 23   | Mark Blundell      | 1     |
| 24   | Gianni Morbidelli  | 0,5   |

### Costruttori
| Pos. | Team                   | Punti |
| ---- | ---------------------- | ----- |
| 1    | McLaren - Honda        | 139   |
| 2    | Williams - Renault     | 125   |
| 3    | Ferrari                | 55,5  |
| 4    | Benetton - Ford        | 38,5  |
| 5    | Jordan - Ford          | 13    |
| 6    | Tyrrell - Honda        | 12    |
| 7    | Minardi - Ferrari      | 6     |
| 8    | Scuderia Italia - Judd | 5     |
| 9    | Lotus - Judd           | 3     |
| 10   | Brabham - Yamaha       | 3     |
| 11   | Larrousse - Ford       | 2     |
| 12   | Leyton House - Ilmor   | 1     |

## Statistiche
- Ultima gara: Nelson Piquet, Alex Caffi, Emanuele Pirro, Satoru Nakajima, Naoki Hattori
- Primi punti: Gianni Morbidelli
- Ultima apparizione anche per Coloni e Leyton House e per le gomme Pirelli prima di tornare nel 2011